# La paloma (álbum)
La Paloma es el nombre con el que se conoce el cuarto álbum LP del cantautor Joan Manuel Serrat,  el primero en lengua castellana, editado en 1969 por la compañía discográfica Zafiro/Novola, con arreglos y dirección musical de Ricard Miralles, excepto en tres temas con arreglos de Juan Carlos Calderón.
Todas las canciones fueron compuestas por Joan Manuel Serrat, excepto el tema que abre y da título a este disco de larga duración: "La paloma", poema de Rafael Alberti, musicalizado por Carlos Guastavino en 1941, con el título de "Se equivocó la paloma".

## Canciones que componen el álbum
| Pista | Título                         | Autor                            | Tiempo |
| ----- | ------------------------------ | -------------------------------- | ------ |
| 1     | La Paloma                      | Rafael Alberti Carlos Guastavino | 3:10   |
| 2     | El titiritero                  | Joan Manuel Serrat               | 3:20   |
| 3     | Poco antes de que den las diez | Joan Manuel Serrat               | 3:55   |
| 4     | En nuestra casa                | Joan Manuel Serrat               | 2:55   |
| 5     | Manuel                         | Joan Manuel Serrat               | 4:18   |
| 6     | Tu nombre me sabe a yerba      | Joan Manuel Serrat               | 2:30   |
| 7     | Poema de amor                  | Joan Manuel Serrat               | 3:02   |
| 8     | Balada de otoño                | Joan Manuel Serrat               | 4:00   |
| 9     | En cualquier lugar             | Joan Manuel Serrat               | 2:34   |
| 10    | Mis gaviotas                   | Joan Manuel Serrat               | 4:09   |

Arreglos y dirección musical: Ricard Miralles, excepto los temas «El Titiritero», «Poema de amor» y «Mis gaviotas», con arreglos de Juan Carlos Calderón.

## Reconocimiento
El disco fue el n.º 1 en toda España y Joan Manuel Serrat consolidó su fama en todo el país y fuera de él. El álbum contiene el tema "La Paloma" basada en un poema de Rafael Alberti que admiró la prodigiosa adaptación de su obra desde su exilio.